# إريك فرايدلاندر
إريك فرايدلاندر (بالإنجليزية: Erik Friedlander) هو عازف جاز أمريكي، ولد في 1 يوليو 1960 في نيويورك في الولايات المتحدة.

## وصلات خارجية
- الموقع الرسمي
- إريك فرايدلاندر على موقع IMDb (الإنجليزية)
- إريك فرايدلاندر على موقع ميوزك برينز (الإنجليزية)
- إريك فرايدلاندر على موقع أول ميوزيك (الإنجليزية)
- إريك فرايدلاندر على موقع ديسكوغز (الإنجليزية)